# Groß Schoritz
Koordinaten: 54° 17′ N, 13° 22′ O
Groß Schoritz ist ein Ortsteil der Stadt Garz/Rügen auf der Insel Rügen in Mecklenburg-Vorpommern.

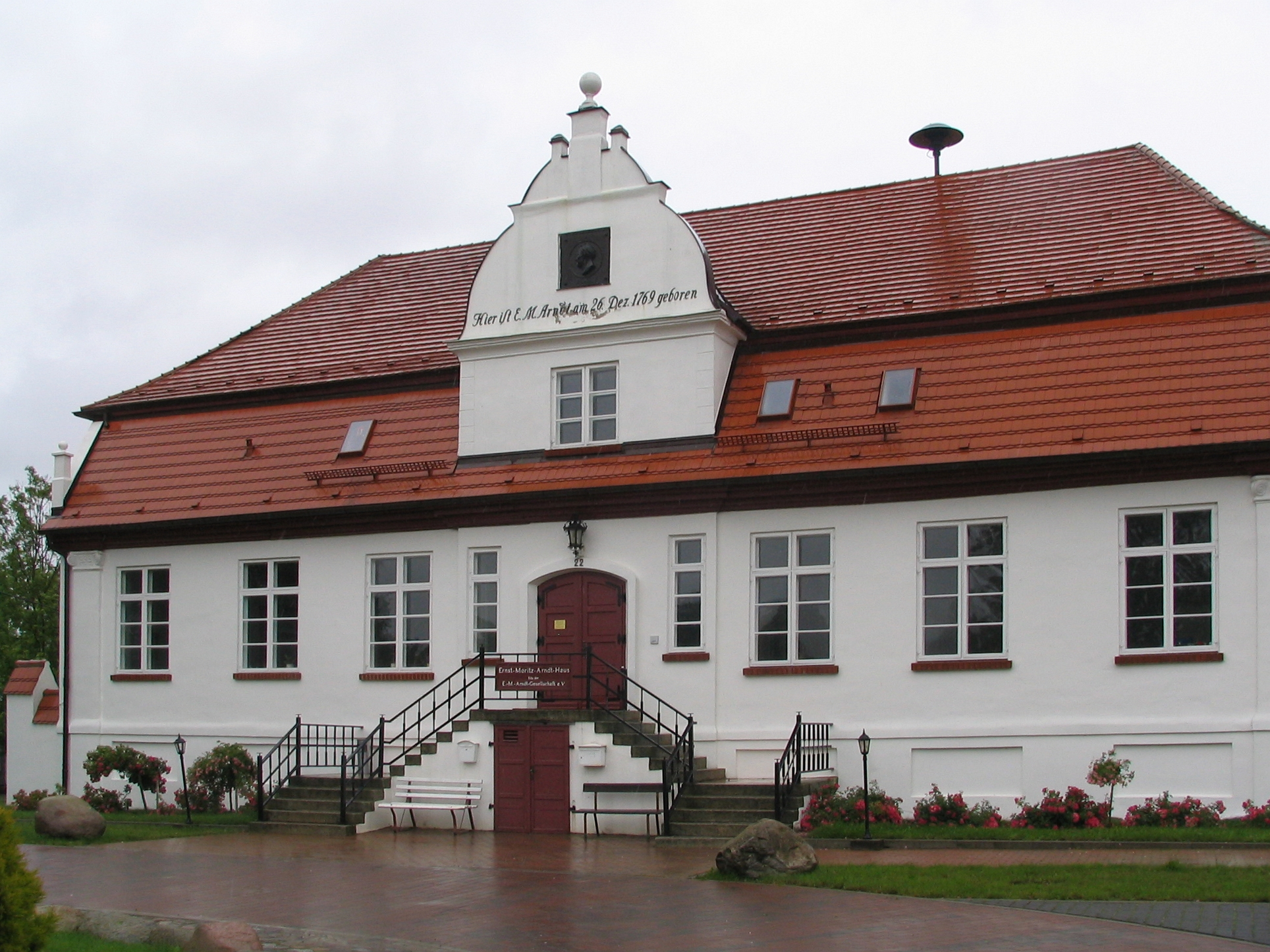
Gutshaus (Geburtshaus von Ernst Moritz Arndt)

Groß Schoritz wurde 1318 erstmals urkundlich erwähnt. Der Ort war ein Rittergut und Stammsitz der Familie von Kahlden. Diese errichtete um 1750 das Gutshaus. Es ist ein eingeschossiger siebenachsiger Wohnbau mit abgewalmtem Dach und Mittelrisalit. 1755 erwarb General Graf Axel von Löwen das Gut, er war schwedischer Generalstatthalter von Pommern und Rügen.
Von 1767 bis 1945 waren die Fürsten zu Putbus Eigentümer.
Ludwig Nikolaus Arndt (* 1740) war ein Leibeigener des Grafen Putbus, er wurde am 28. März 1769 freigelassen. So schrieb sein Sohn Ernst Moritz in seinem sozialkritischen Werk zur Leibeigenschaft. Vater Arndt war dann bis 1776 Gutsinspektor auf Groß Schoritz, später Pächter.
Am 26. Dezember 1769 wurde der Schriftsteller Ernst Moritz Arndt im Gutshaus geboren und am 19. Januar 1772 dessen Bruder Friedrich Carl Arndt. Beide verbrachten hier ihre Kindheit. 1913 wurde am Gutshaus ein Relief des Dichters angebracht. Nach 1945 wurde das Gutshaus zu Wohnzwecken genutzt. Das heute renovierte Haus wird für Veranstaltungen genutzt, im Erdgeschoss wurde ein Arndt-Gedenkzimmer eingerichtet. Das Gutshaus wird von einem kleinen Park mit Feldsteinmauer umgeben.
Bis 31. Dezember 2000 war Groß Schoritz eine eigenständige Gemeinde, seit dem 1. Januar 2001 gehört der Ort zur Stadt Garz/Rügen.